# Omron

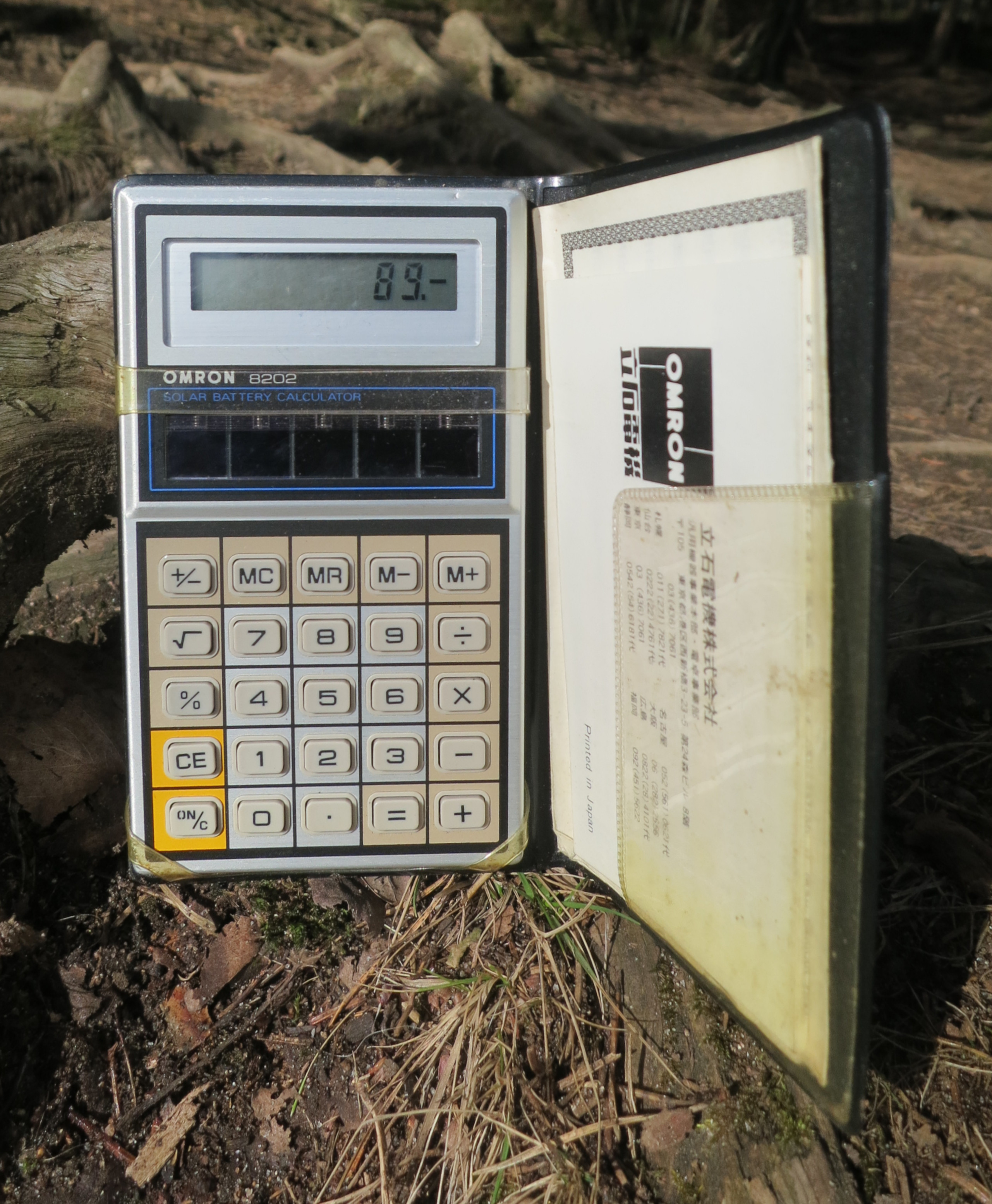
Calculadora alimentada a energia solar Omron 8202 da década de 1970.

Omron Corporation (オムロン株式会社, Omuron Kabushiki-gaisha) é uma companhia Japonesa de componentes eletrônicos com sede em Kyoto.
A Omron foi fundada por Kazuma Tateishi(立石一真) em 1933 e incorporada em 1948. A Omron tem como negócios primários em fabricação e vendas de componentes de automação industrial, equipamentos e sistemas, e também equipamentos médicos como termômetros digitais, monitores de pressão arterial e nebulizadores. A Omron desenvolveu a primeira catraca eletrônica por ticket e foi uma das primeiras fabricantes de caixas eletrônicos com leitores de cartão com tarja magnética.

## Origem
Em 1932, o Sr. Kazuma Tateishi desenvolveu o primeiro relé temporizado para aplicações em máquinas de Raio X no Nissei Hospital, em Osaka, Japão. Nesse momento nascia a Omron Corporation, que fundada de fato em 1933, com sede em Kyoto, no Japão, tornou-se ao longo desses anos a líder global em soluções de sensoriamento e controle. Com o passar dos anos, a Omron foi crescendo e se aprimorando no desenvolvimento de produtos com tecnologia sempre de última geração, aplicada a vários segmentos.
Omron vem de Omuro, nome de um antigo templo existente no Japão. Omuro foi originalmente o segundo nome para o Templo Ninna-ji, construído em 888 DC na região de Kyoto e redesignado pelas lindas florescências de suas cerejeiras, que podiam ser avistadas à grande distância. Ao longo do tempo, gradualmente todo o distrito em volta do templo passou a ser também chamado de Omuro.
Em 1946, o fundador da Omron, Kazuma Tateisi estava lançando ao mercado um ferro modelador de cabelos, e inspirou-se no distrito onde havia instalado seu primeiro escritório para dar nome ao novo produto, “Omlon”.
Posteriormente, em 1958 quando iniciou a comercializar internacionalmente seus equipamentos de controle, a marca foi refinada e o nome OMRON passou a ser uma marca registrada.
Atualmente com mais de 35 mil colaboradores em todo o mundo, a Omron está presente em 34 países, através de 161 unidades,  com plantas industriais nas áreas de Automação Industrial, Componentes Eletrônicos, Equipamentos Médicos, Sistemas Sociais e Automotiva.

## Responsabilidade Social
O credo do fundador “Trabalhar em benefício da sociedade”, constitui a base das atividades da Omron Corporation.  Seguindo este conceito, ações sociais estão sempre sendo implementadas:
Os produtos Omron são construídos respeitando a natureza, seguindo a diretiva Europeia Rohs (Restriction of Harzadous Substances).
Construção de 3 fábricas no Japão operadas 100% por pessoas com algum tipo de deficiência física.
Todos os anos, e em todas as partes do mundo, a empresa celebra o dia do fundador, o "Omron Day", organizando os colaboradores para ações voluntárias de ajuda social.
Encontra-se associada a entidades que reúnem empresas socialmente responsáveis com o intuito de estabelecer parcerias para a construção de um sociedade sustentável e justa.

## Omron Eletrônica do Brasil (OEB)
Presente desde 1979, a Omron Eletrônica do Brasil trabalha com produtos para automação industrial, tais como:
- Sensores industriais
- Controladores lógicos programáveis e interfaces homem máquina
- Inversores e servo motores
- Controladores de temperatura, temporizadores e contadores
- Cortinas de segurança, scanners de área e chaves de segurança
- Sensores de medição a laser e sistemas de visão industrial

Outras unidades de negócios Omron presentes no Brasil:
- Omron Componentes Eletrônicos
- Omron Equipamentos Médicos